# K.K. Partizan 2021-2022
Questa pagina raccoglie le informazioni riguardanti il Košarkaški klub Partizan nelle competizioni ufficiali della stagione 2021-2022.

## Roster
| N° | Naz.                   | Ruolo | Sportivo          |  | Alt. |  |
| -- | ---------------------- | ----- | ----------------- |  | ---- |  |
| 0  | Stati Uniti (bandiera) | G     | Kevin Punter      |  | 193  |  |
| 1  | Serbia (bandiera)      | AC    | Tristan Vukčević  |  | 209  |  |
| 2  | Stati Uniti (bandiera) | AG    | Zach LeDay        |  | 202  |  |
| 3  | Serbia (bandiera)      | AP    | Rade Zagorac      |  | 206  |  |
| 4  | Serbia (bandiera)      | G     | Aleksa Avramović  |  | 192  |  |
| 5  | Serbia (bandiera)      | C     | Balša Koprivica   |  | 218  |  |
| 6  | Serbia (bandiera)      | AP    | Nemanja Dangubić  |  | 204  |  |
| 7  | Serbia (bandiera)      | AG    | Aleksa Stepanović |  | 206  |  |
| 9  | Serbia (bandiera)      | AG    | Alen Smailagić    |  | 208  |  |
| 11 | Serbia (bandiera)      | C     | Dušan Miletić     |  | 215  |  |
| 14 | Albania (bandiera)     | P     | Dallas Moore      |  | 185  |  |
| 24 | Slovenia (bandiera)    | G     | Gregor Glas       |  | 197  |  |
| 26 | Francia (bandiera)     | C     | Mathias Lessort   |  | 206  |  |
| 32 | Serbia (bandiera)      | G     | Uroš Trifunović   |  | 199  |  |
| 41 | Israele (bandiera)     | P     | Yam Madar         |  | 190  |  |
|    | Serbia (bandiera)      | All.  | Željko Obradović  |  |      |  |